# Claudia Jenningsová
Claudia Jenningsová (20. prosince 1949, Minnesota – 3. října 1979, Kalifornie) byla americká modelka a herečka.
Její kariéra začala na recepci ve vydavatelství časopisu Playboy. Posléze se stala i jeho přední playmate (prosinec 1969). V letech 1970–1975 žila s producentem Bobby Hartem. Užívala si divoký život plnými doušky, ale po dalším rozchodu s realitním makléřem Stanem Hermanem se rozhodla, že se změní. Bohužel při cestě pro věci k němu domů údajně usnula za volantem svého WV "brouka", do jejího vozu narazila dodávka a následky autonehody zemřela v kalifornském Malibu.